# Liste der Monuments historiques in Villieu-Loyes-Mollon
Die Liste der Monuments historiques in Villieu-Loyes-Mollon führt die Monuments historiques in der französischen Gemeinde Villieu-Loyes-Mollon auf.

## Liste der Bauwerke
| Bezeichnung      | Beschreibung              | Standort | Kennzeichnung | Schutzstatus | Datum | Bild           |
| ---------------- | ------------------------- | -------- | ------------- | ------------ | ----- | -------------- |
| Schloss in Loyes | Erbaut im 19. Jahrhundert | (Lage)   | PA01000030    | Inscrit      | 2008  | weitere Bilder |

## Liste der Objekte
- Monuments historiques (Objekte) in Villieu-Loyes-Mollon in der Base Palissy des französischen Kultusministeriums